# France aux Jeux olympiques d'hiver de 1964
Cet article contient des informations sur la participation et les résultats de la France aux Jeux olympiques d'hiver de 1964 à Innsbruck en Autriche.
L'équipe de France olympique  a remporté 7 médailles (3 en or, 4 en argent, 0 en bronze), se situant  à la 5e place des nations au tableau des médailles.

## Bilan général
| Place | Sport               | Médaille d'or, Jeux olympiques | Médaille d'argent, Jeux olympiques | Médaille de bronze, Jeux olympiques | Total |
| ----- | ------------------- | ------------------------------ | ---------------------------------- | ----------------------------------- | ----- |
| 1     | Ski alpin           | 3                              | 3                                  | 0                                   | 6     |
| 2     | Patinage artistique | 0                              | 1                                  | 0                                   | 1     |
| Total | Total               | 3                              | 4                                  | 0                                   | 7     |

## Médaillés
| Sport     | Discipline          | Athlète(s)          | Performance   | Date |
| --------- | ------------------- | ------------------- | ------------- | ---- |
| Ski alpin | Slalom géant hommes | François Bonlieu    | 1 min 46 s 71 |      |
| Ski alpin | Slalom géant femmes | Marielle Goitschel  | 1 min 52 s 24 |      |
| Ski alpin | Slalom femmes       | Christine Goitschel | 1 min 29 s 86 |      |

| Sport               | Discipline          | Athlète(s)          | Score         | Date |
| ------------------- | ------------------- | ------------------- | ------------- | ---- |
| Ski alpin           | Descente hommes     | Léo Lacroix         | 2 min 18 s 9  |      |
| Ski alpin           | Slalom géant femmes | Christine Goitschel | 1 min 53 s 11 |      |
| Ski alpin           | Slalom femmes       | Marielle Goitschel  | 1 min 30 s 77 |      |
| Patinage artistique | Hommes              | Alain Calmat        | 1876.5        |      |

## Engagés français par sport

### Ski alpin
| Athlète           | Épreuve      | 1re manche    | 1re manche  | 2e manche    | 2e manche   | Finale        | Finale                             |
| Athlète           | Épreuve      | Score         | Rang        | Score        | Rang        | Score         | Rang                               |
| ----------------- | ------------ | ------------- | ----------- | ------------ | ----------- | ------------- | ---------------------------------- |
| Léo Lacroix       | Descente     | Non disputé   | Non disputé | Non disputé  | Non disputé | 2 min 18 s 9  | Médaille d'argent, Jeux olympiques |
| Guy Périllat      | Descente     | Non disputé   | Non disputé | Non disputé  | Non disputé | 2 min 19 s 79 | 6e                                 |
| François Bonlieu  | Descente     | Non disputé   | Non disputé | Non disputé  | Non disputé | 2 min 21 s 71 | 15e                                |
| Jean-Claude Killy | Descente     | Non disputé   | Non disputé | Non disputé  | Non disputé | 2 min 32 s 96 | 42e                                |
| François Bonlieu  | Slalom géant | Non disputé   | Non disputé | Non disputé  | Non disputé | 1 min 46 s 71 | Médaille d'or, Jeux olympiques     |
| Jean-Claude Killy | Slalom géant | Non disputé   | Non disputé | Non disputé  | Non disputé | 1 min 48 s 92 | 5e                                 |
| Guy Périllat      | Slalom géant | Non disputé   | Non disputé | Non disputé  | Non disputé | 1 min 50 s 75 | 10e                                |
| Léo Lacroix       | Slalom géant | Non disputé   | Non disputé | Non disputé  | Non disputé | 1 min 51 s 26 | 11e                                |
| Michel Arpin      | Slalom       | 1 min 11 s 16 | 7e          | 1 min 1 s 75 | 4e          | 2 min 12 s 91 | 4e                                 |
| Guy Périllat      | Slalom       | 1 min 17 s 0  | 28e         | 59 s 33      | 1er         | 2 min 16 s 33 | 12e                                |
| François Bonlieu  | Slalom       | Disqualifié   | Disqualifié | Disqualifié  | Disqualifié | Disqualifié   | Disqualifié                        |
| Jean-Claude Killy | Slalom       | Disqualifié   | Disqualifié | Disqualifié  | Disqualifié | Disqualifié   | Disqualifié                        |

| Athlète              | Épreuve      | 1re manche  | 1re manche  | 2e manche    | 2e manche    | Finale        | Finale                             |
| Athlète              | Épreuve      | Score       | Rang        | Score        | Rang         | Score         | Rang                               |
| -------------------- | ------------ | ----------- | ----------- | ------------ | ------------ | ------------- | ---------------------------------- |
| Madeleine Bochatay   | Descente     | Non disputé | Non disputé | Non disputé  | Non disputé  | 1 min 59 s 11 | 6e                                 |
| Christine Terraillon | Descente     | Non disputé | Non disputé | Non disputé  | Non disputé  | 1 min 59 s 66 | 8e                                 |
| Annie Famose         | Descente     | Non disputé | Non disputé | Non disputé  | Non disputé  | 1 min 59 s 86 | 9e                                 |
| Marielle Goitschel   | Descente     | Non disputé | Non disputé | Non disputé  | Non disputé  | 2 min 0 s 77  | 10e                                |
| Marielle Goitschel   | Slalom géant | Non disputé | Non disputé | Non disputé  | Non disputé  | 1 min 52 s 24 | Médaille d'or, Jeux olympiques     |
| Christine Goitschel  | Slalom géant | Non disputé | Non disputé | Non disputé  | Non disputé  | 1 min 53 s 11 | Médaille d'argent, Jeux olympiques |
| Annie Famose         | Slalom géant | Non disputé | Non disputé | Non disputé  | Non disputé  | 1 min 53 s 89 | 5e                                 |
| Madeleine Bochatay   | Slalom géant | Non disputé | Non disputé | Non disputé  | Non disputé  | Abandon       | Abandon                            |
| Christine Goitschel  | Slalom       | 43 s 85     | 2e          | 46 s 01      | 1re          | 1 min 29 s 86 | Médaille d'or, Jeux olympiques     |
| Marielle Goitschel   | Slalom       | 43 s 09     | 1re         | 47 s 68      | 3e           | 1 min 30 s 77 | Médaille d'argent, Jeux olympiques |
| Cécile Prince        | Slalom       | 44 s 76     | 5e          | Disqualifiée | Disqualifiée | Disqualifiée  | Disqualifiée                       |
| Annie Famose         | Slalom       | 45 s 13     | 7e          | Disqualifiée | Disqualifiée | Disqualifiée  | Disqualifiée                       |